# Prüm
- Vezi și: Prüm (râu)

Prüm este un oraș din Eifel, landul Renania-Palatinat, Germania.

## Istoric
Abația Prüm a fost înființată în anul 721 de Bertrada, străbunica împăratului Carol cel Mare. Mănăstirea a fost ocupată în anul 1794 de trupele revoluționare franceze și desființată.

## Monumente
- Biserica Schimbarea la Față, fosta biserică a mănăstirii, în prezent biserică parohială.

## Personalități
- Regino de Prüm (840-915), cronicar